# Berdelingebuurte
Berdelingebuurte is een buurtschap in de Nederlandse gemeente Terneuzen, provincie Zeeland, en de Belgische gemeente Lochristi, provincie Oost-Vlaanderen. De buurtschap ligt ten noordwesten van Overslag. Berdelingebuurte bestaat uit vier wegen: de Overslagdijk, de Gebuurte, de Buurtweg en de Palingstraat. Over de Overslagdijk loopt de Nederlands-Belgische grens. De bebouwing ten oosten van die weg hoort bij Nederland de rest hoort bij België. De buurtschap bestaat voornamelijk uit dijkhuisjes. Het Belgische deel van de buurtschap wordt vaak als een wijk van Overslag gezien.
Deelgemeenten: Beervelde · Lochristi · Wachtebeke · Zaffelare · Zeveneken

Overige plaatsen: Berdelingebuurte (deels) · Hijfte · Overslag

Belgische gemeenten · Arrondissement Gent · Oost-Vlaanderen · Vlaanderen
Steden: Axel · Biervliet · Philippine · Sas van Gent · Terneuzen

Dorpen: Hoek · Koewacht · Overslag · Sluiskil · Spui · Westdorpe · Zaamslag · Zandstraat · Zuiddorpe

Buurtschappen: Den Abeele · Altena · Axelschestraat · Batterij · Berdelingebuurte (deels) · Boerengat · Bontekoe · Boschdorp · Boschdorp · Bouchauterhaven · Cootjesdorp · De Sluis · Driedijk · Driekwart · Drieschouwen · Driewegen · Eendragt · Het Fort · Fort Ferdinandus · Griete · Hasjesstraat · Haven (deels) · Hazelarenhoek · Het Zand · Hoek van de Dijk · Holleken (deels) · Hoogedijk · Isabellahaven · Kampersche Hoek · Kijkuit · Klein Gent · Knol · De Kraag · Kruispad · Kwakkel · Magrette · Mauritsfort · Molenhoek · De Muis · Nieuwemolen · Nieuwlandse Molen · Othene · Oude Molen · Oude Polder · Paradijs · Passluis · Poonhaven · Posthoorn (deels) · De Put · De Ratte · Reedijk · Reuzenhoek · Rijgerij · Roodesluis · Schaapdijk · Schapenbout · Sint Andries · Steenovens · De Sterre · Stoppeldijkveer (deels) · Stroodorpe · Vaartwijk · Vaatje · Val · Varempé · Waterhuis · Watervliet · Wouterij · Wulpenbek · Zaamslagveer · Zandplaat · Zwartenhoek

Streekje: Tweekwart

Historische plaatsen: Axelsche Sassing · Noordhoek · De Stuiver · Triniteit · Vingerling

Zeeland: Steden en dorpen in Zeeland      Nederland: Provincies · Gemeenten